# Party Crasher Tour 2009
Party Crasher Tour 2009 – trzecia solowa trasa koncertowa Pera Gessle. 
W jej trakcie odbyło się piętnaście koncertów. Materiał z trasy został wydany na wydawnictwie "Gessle over Europe" wydanym zarówno w formacie CD jak i DVD.

## Program koncertów
1. "Dressed for Success"
2. "Drowning In Wonderful Thoughts about Her"
3. "Stupid"
4. "The Party Pleaser"
5. "Wish I Could Fly"
6. "She Doesn't Live Here Anymore"
7. "7 Twenty 7"
8. "I Have A Party in My Head (I Hope It Never Ends)"
9. "Late, Later On"
10. "Listen to Your Heart"
11. "Do You Wanna Be My Baby?"
12. "Opportunity Nox"
13. "Doesn't Make Sense"
14. "Church Of Your Heart"
15. "Dangerous"
16. "Joyride"
17. "C'mon"
18. "Are You An Old Hippie, Sir?"
19. "The Look"
20. "It Must Have Been Love"
21. "Hey Mr DJ (Won't You Play Another Love Song)" (tylko w Gandawie, Londynie i Sztokholmie)
22. "(I'm Not Your) Steppin' Stone"
23. "Sleeping In My Car" (od Kolonii do końca trasy)
24. "Queen of Rain"

## Lista koncertów
1. 16 kwietnia 2009 - Helsinki, Finlandia - Tavastia Club
2. 19 kwietnia 2009 - Oslo, Norwegia - Rockefeller
3. 20 kwietnia 2009 - Kopenhaga, Dania - Pumpehuset (przeniesiony)
4. 22 kwietnia 2009 - Warszawa, Polska - Klub Stodoła
5. 23 kwietnia 2009 - Praga, Czechy - Lucerna Hall
6. 25 kwietnia 2009 - Hamburg, Niemcy - Grunspan
7. 27 kwietnia 2009 - Kolonia, Niemcy - Gloria Theatre
8. 28 kwietnia 2009 - Zurych, Szwajcaria - Kaufleuten
9. 29 kwietnia 2009 - Monachium, Niemcy - Muffathalle
10. 2 maja 2009 - Gandawa, Belgia - Handelsbeurs
11. 4 maja 2009 - Londyn, Anglia - O2 Islington Academy (przeniesiony)
12. 6 maja 2009 - Amsterdam, Holandia - Melkweg
13. 8 maja 2009 - Halmstad, Szwecja - Sporthallen
14. 9 maja 2009 - Sztokholm, Szwecja - Cirkus
15. 10 maja 2009 - Sztokholm, Szwecja - Cirkus

## Muzycy
- Per Gessle - wokal prowadzący, gitara, harmonijka ustna
- Clarence Owferman - keyboard
- Pelle Alsing - perkusja
- Christoffer Lundquist - gitara, chórki
- Helena Jossefson - wokal, perkusja
- Magnus Borjesson - gitara basowa, chórki
- Marie Fredriksson - wokal prowadzący (tylko w Amsterdamie 4 maja i w Sztokholmie 10 maja) w utworach "It Must Have Been Love" i "The Look")